# Fernando Bulnes
José Fernando Bulnes Zelaya (Lamaní, 1946. október 21. –) hondurasi válogatott labdarúgó.

## Pályafutása

### Klubcsapatban
Pályafutása nagy részét az Olimpia csapatánál töltötte. 1965 és 1985 között hét alkalommal nyerte meg a hondurasi bajnokságot. 1972-ben a CONCACAF-bajnokok kupáját is elhódította csapatával.

### A válogatottban
1969 és 1982 között 34 alkalommal szerepelt a hondurasi válogatottban és 1 gólt szerzett. Részt vett az 1982-es világbajnokságon. A Spanyolország és a Jugoszlávia elleni csoportmérkőzéseken kezdőként lépett pályára.

## Sikerei, díjai
Real España
- Hondurasi bajnok (7): 1966–67, 1967–68, 1969–70, 1971–72, 1977–78, 1982–83, 1984–85
- CONCACAF-bajnokok kupája (1): 1972
- UNCAF-klubcsapatok kupája (1): 1981

Honduras
- CONCACAF-bajnokság (1): 1981